# Centrale Arkansas Nuclear One
La centrale nucléaire Arkansas Nuclear One (ANO) est  située à Russelville dans l'Arkansas.

## Description
La centrale est équipée de deux réacteurs à eau pressurisée (REP) :
- Arkansas 1 tranche 1 : 846 MWe, mise en service en 1974, exploitation prévue jusqu'en 2014.
- Arkansas 1 tranche 2 : 930 MWe, mise en service en 1978, exploitation prévue jusqu'en 2018.

La tranche 1 a été construite par Babcock and Wilcox et la tranche 2 par Combustion Engineering. 
En 2019, elle commence à utiliser du combustible ATF (Accident Tolerant Fuel) produit par Framatome.
La compagnie Entergy est propriétaire et exploitant. 